# Tanghin-Dassouri

Tanghin-Dassouri är en kommun i centrala Burkina Faso och ligger i provinsen Kadiogo. Kommunen hade 55 172 invånare vid folkräkningen 2006.